# اوتار سارالیدزه
اوتار سارالیدزه (گرجی: ოთარ სარალიძე ‏ لهستانی: Otar Saralidze؛ زادهٔ ۱۴ ژانویهٔ ۱۹۹۰) صداپیشه و بازیگر گرجستانی-لهستانی سینما، تئاتر و تلویزیون است.
وی دانش‌آموختهٔ رشتهٔ بازیگری در آکادمی ملی هنرهای نمایشی الکساندر زلوروویچ در ورشو است.
از فیلم‌ها یا مجموعه‌های تلویزیونی که وی در آن‌ها نقش داشته است، می‌توان به گوش آقای رئیس، فرابنفش، رنگ‌های خوشبختی، در خیابان سپولنی، ۳۶۵ روز، ۳۶۵ روز: امروز و معصومان اشاره نمود.